# تيشا كامبل مارتن
تيشا ميشيل كامبل مارتن (بالإنجليزية: Tisha Michelle Campbell Martin)‏ وهي ممثلة ومغنية أمريكية ولدت في يوم 13 أكتوبر 1968 في مدينة أوكلاهوما سيتي، أوكلاهوما في الولايات المتحدة، مثلت في عدة مسلسلات منها مارتن وفي مسلسل زوجتي وأطفالي.

## وصلات خارجية
- تيشا كامبل مارتن على موقع IMDb (الإنجليزية)
- تيشا كامبل مارتن على موقع ألو سيني (الفرنسية)
- تيشا كامبل مارتن على موقع ميوزك برينز (الإنجليزية)
- تيشا كامبل مارتن على موقع أول موفي (الإنجليزية)
- تيشا كامبل مارتن على موقع قاعدة بيانات الأفلام السويدية (السويدية)
- تيشا كامبل مارتن على موقع إن إن دي بي (الإنجليزية)
- تيشا كامبل مارتن على موقع ديسكوغز (الإنجليزية)
- تيشا كامبل مارتن على موقع قاعدة بيانات الفيلم (الإنجليزية)
- تيشا كامبل مارتن على موقع كينوبويسك (الروسية)
- تيشا كامبل مارتن على قاعدة بيانات الأفلام على الإنترنت